# Ламонзи-Монтастрюк
Ламонзи́-Монтастрю́к (фр. Lamonzie-Montastruc) — коммуна во Франции, находится в регионе Аквитания. Департамент — Дордонь. Входит в состав кантона Бержерак-2. Округ коммуны — Бержерак.
Код INSEE коммуны — 24224.

## География

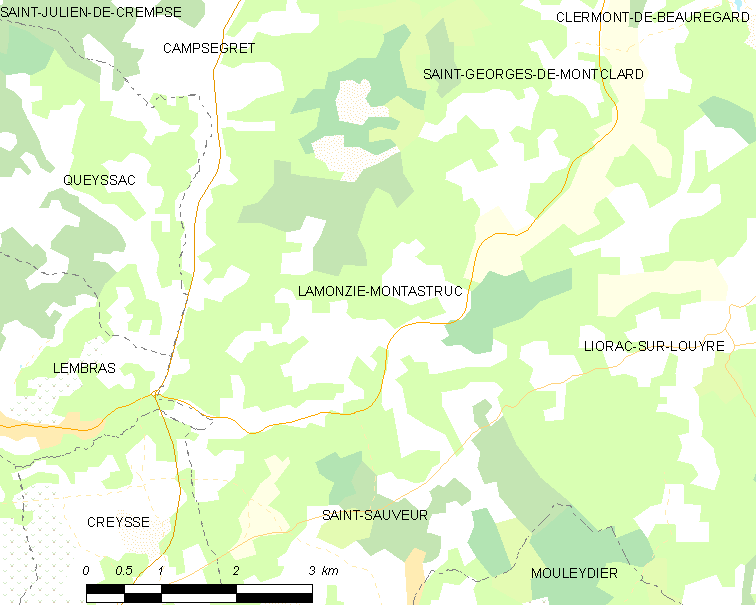
Карта коммуны

Коммуна расположена приблизительно в 460 км к югу от Парижа, в 95 км восточнее Бордо, в 34 км к югу от Перигё.

### Климат
Климат умеренный океанический со средним уровнем осадков, которые выпадают преимущественно зимой. Лето здесь долгое и тёплое, однако также довольно влажное, здесь не бывает регулярных периодов летней засухи. Средняя температура января — 5 °C, июля — 18 °C. Изредка вследствие стечения неблагоприятных погодных условий может наблюдаться непродолжительная засуха или случаются поздние заморозки. Климат меняется очень часто, как в течение сезона, так и год от года.

## Население
Население коммуны на 2010 год составляло 665 человек.
| 1962 | 1968 | 1975 | 1982 | 1990 | 1999 | 2010 |
| ---- | ---- | ---- | ---- | ---- | ---- | ---- |
| 415  | 351  | 377  | 407  | 539  | 531  | 665  |

## Администрация
| Период | Период | Фамилия       | Партия       | Примечания |
| ------ | ------ | ------------- | ------------ | ---------- |
| 1945   | 1967   | Камиль Дуссе  |              | учитель    |
| 1967   | 1996   | Пьер Бруссоль |              | фермер     |
| 1997   | 2020   | Ален Монтей   | Разные левые | пенсионер  |

## Экономика
В 2010 году среди 446 человек трудоспособного возраста (15—64 лет) 318 были экономически активными, 128 — неактивными (показатель активности — 71,3 %, в 1999 году было 71,4 %). Из 318 активных жителей работали 296 человек (153 мужчины и 143 женщины), безработных было 22 (8 мужчин и 14 женщин). Среди 128 неактивных 34 человека были учениками или студентами, 60 — пенсионерами, 34 были неактивными по другим причинам.

## Достопримечательности
- Замок Бельгард[фр.] (XIV век). Исторический памятник с 2006 года[5]
- Замок Монтастрюк[фр.] (XIII век). Исторический памятник с 2001 года[6]
- Церковь Успения Пресвятой Богородицы (XII век). Исторический памятник с 1974 года[7]

## Фотогалерея

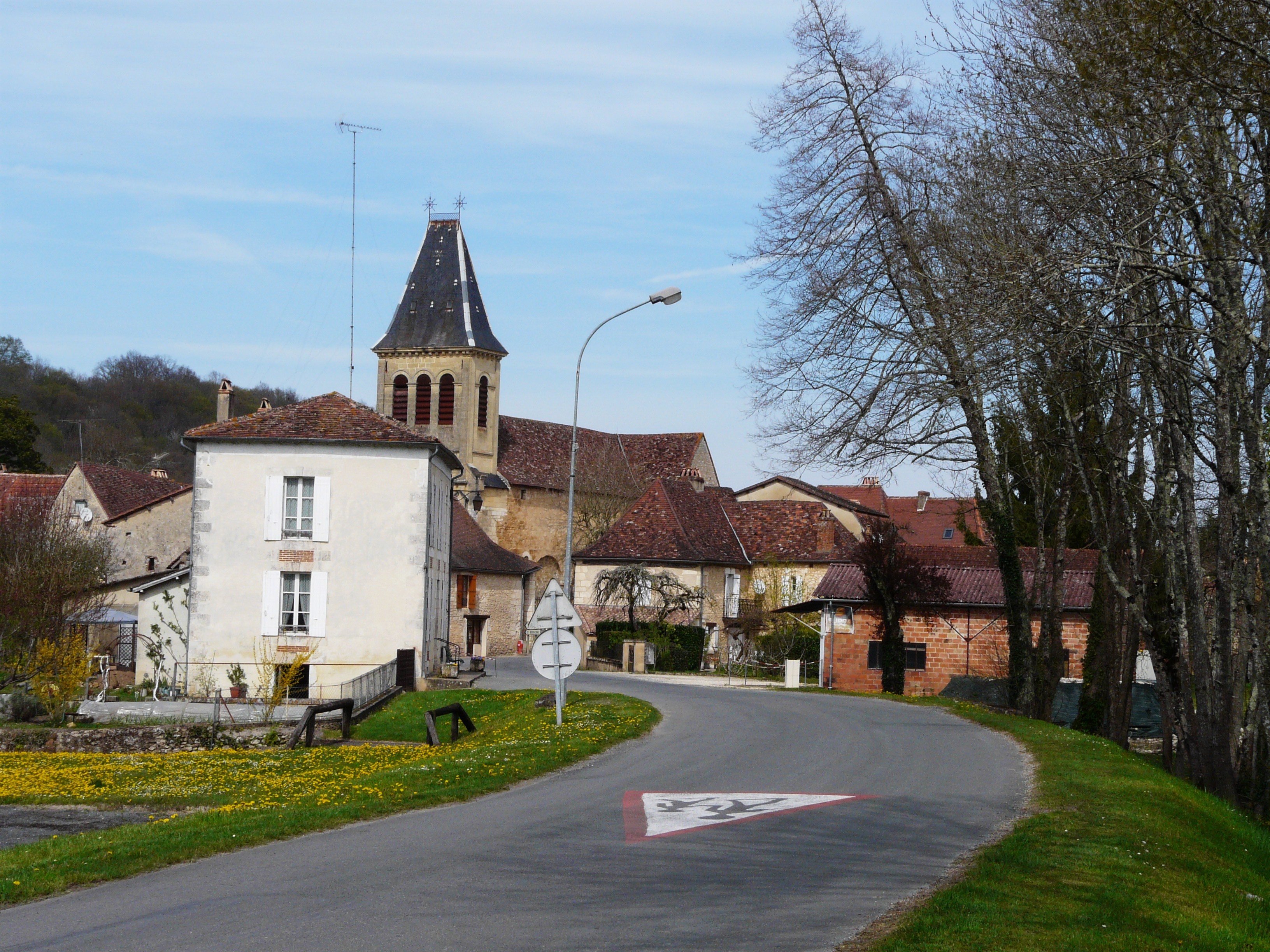
Ламонзи-Монтастрюк
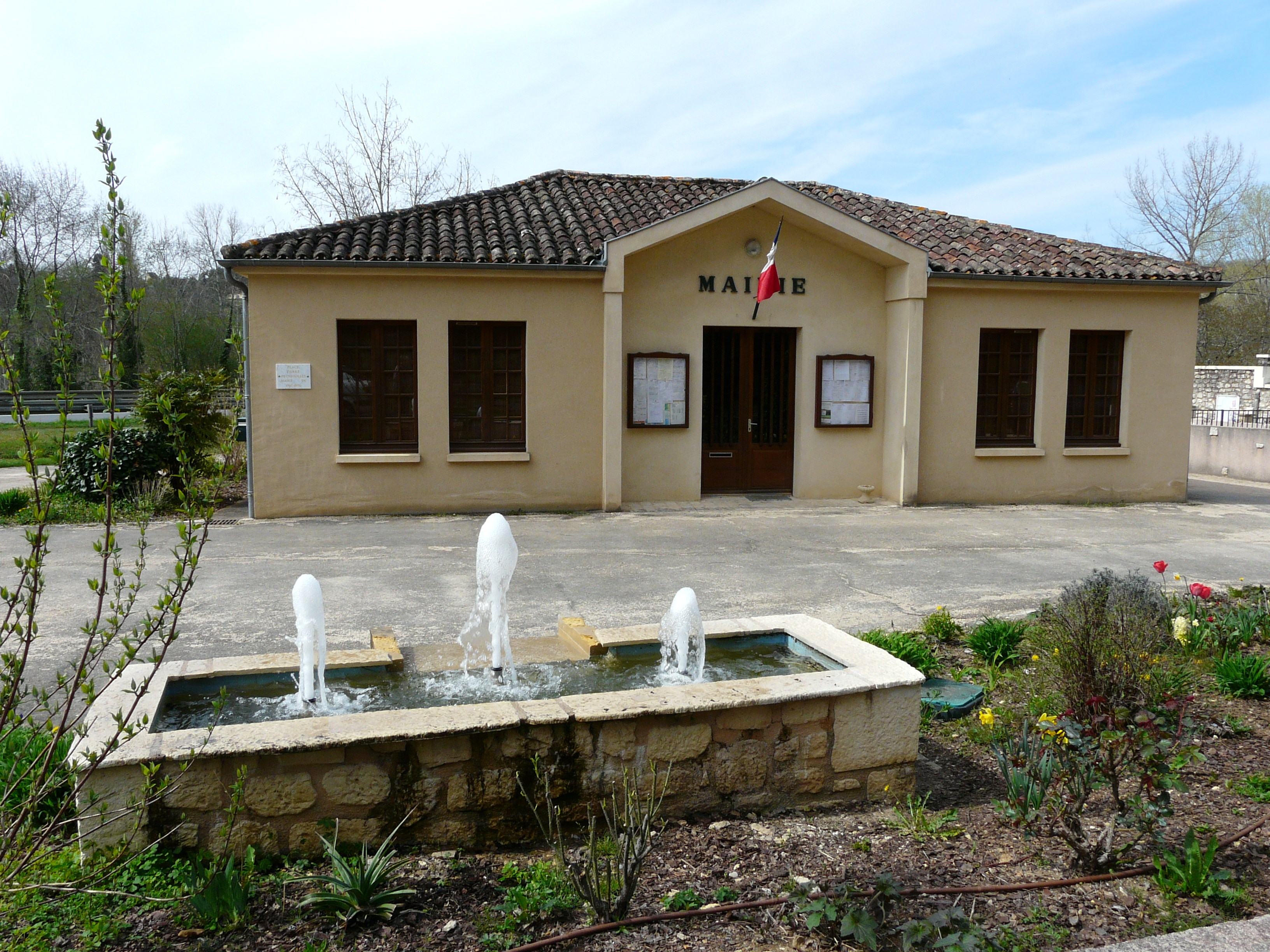
Мэрия
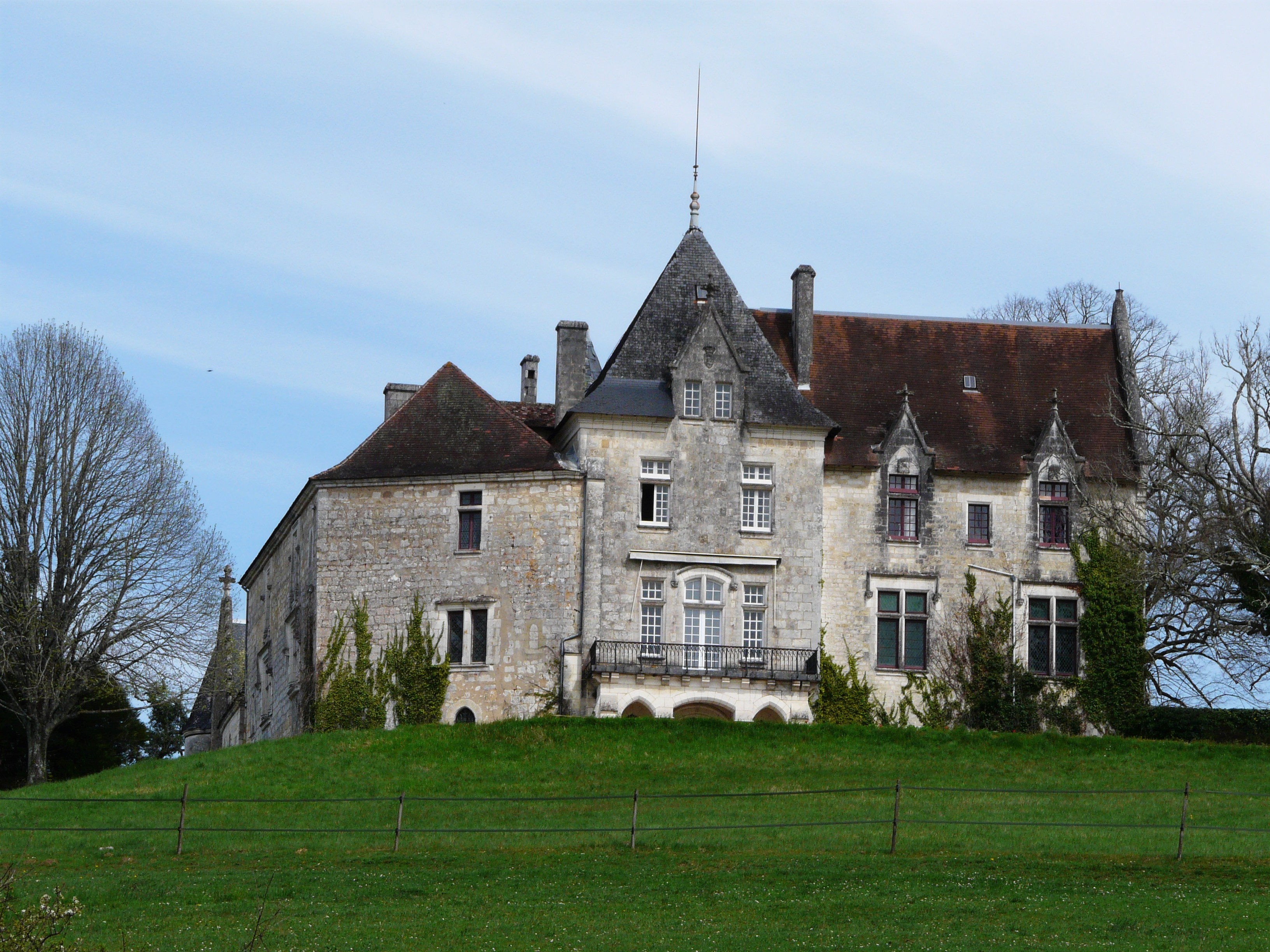
Замок Бельгард
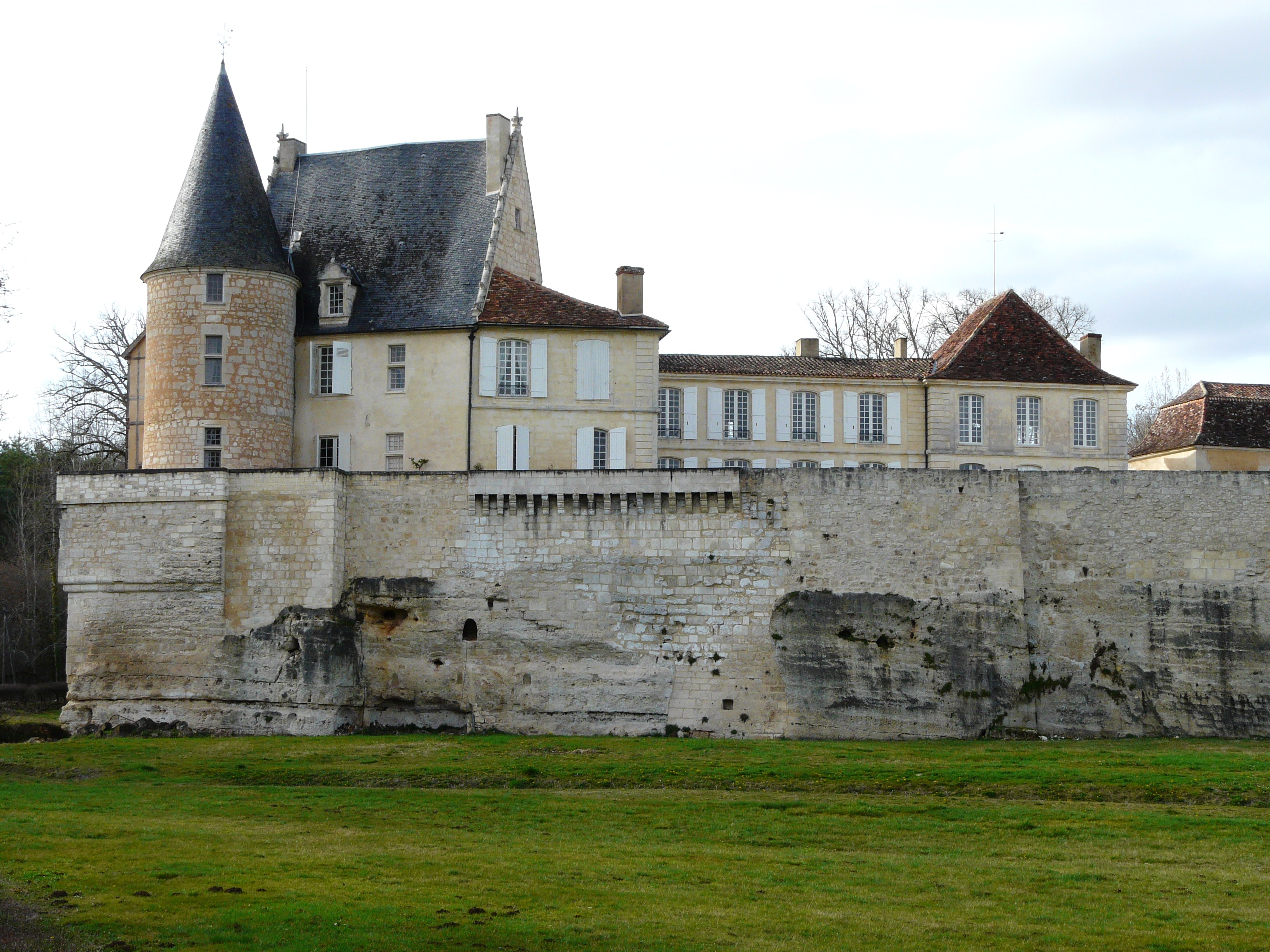
Замок Монтастрюк
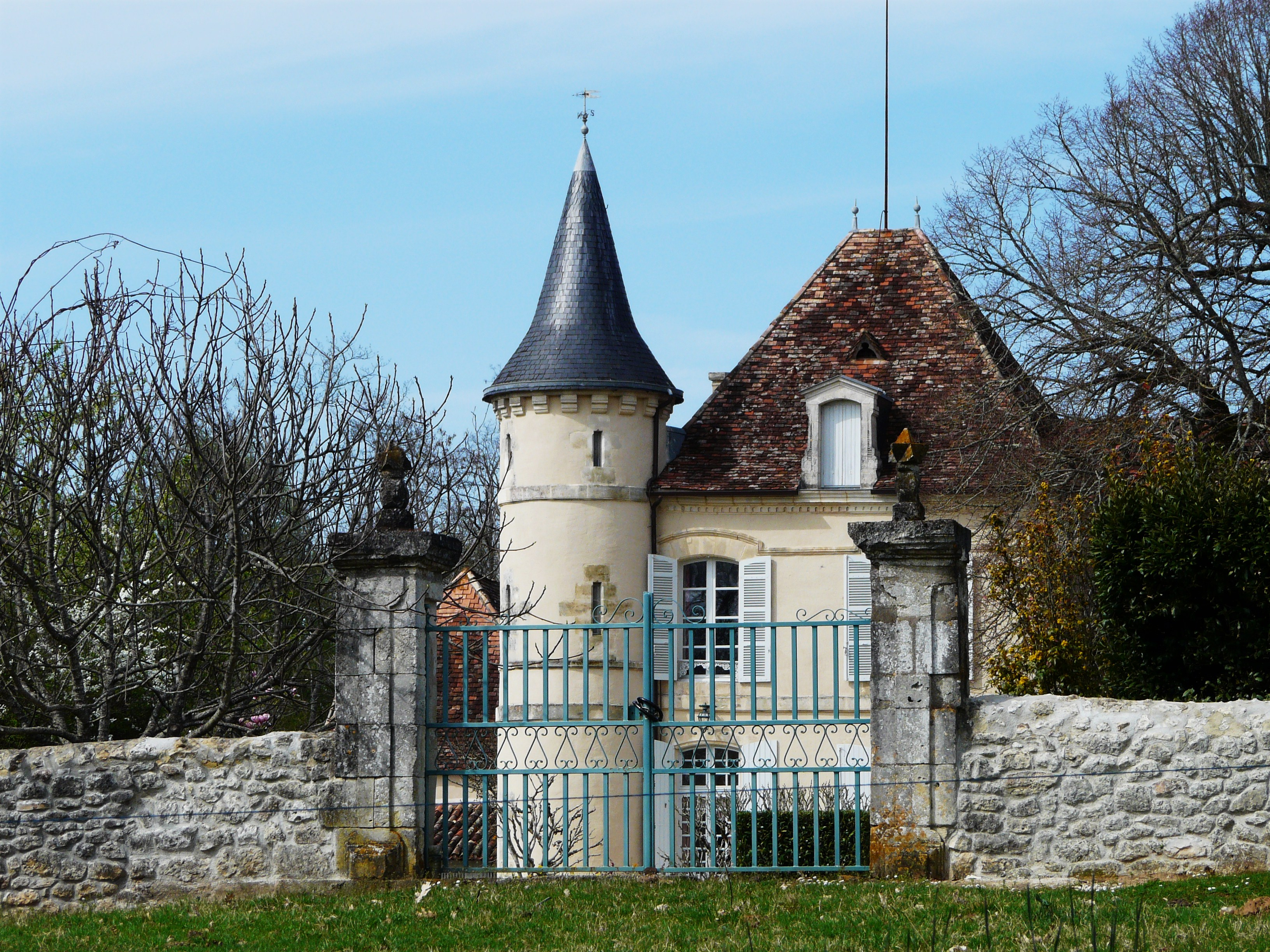
Замок Леско
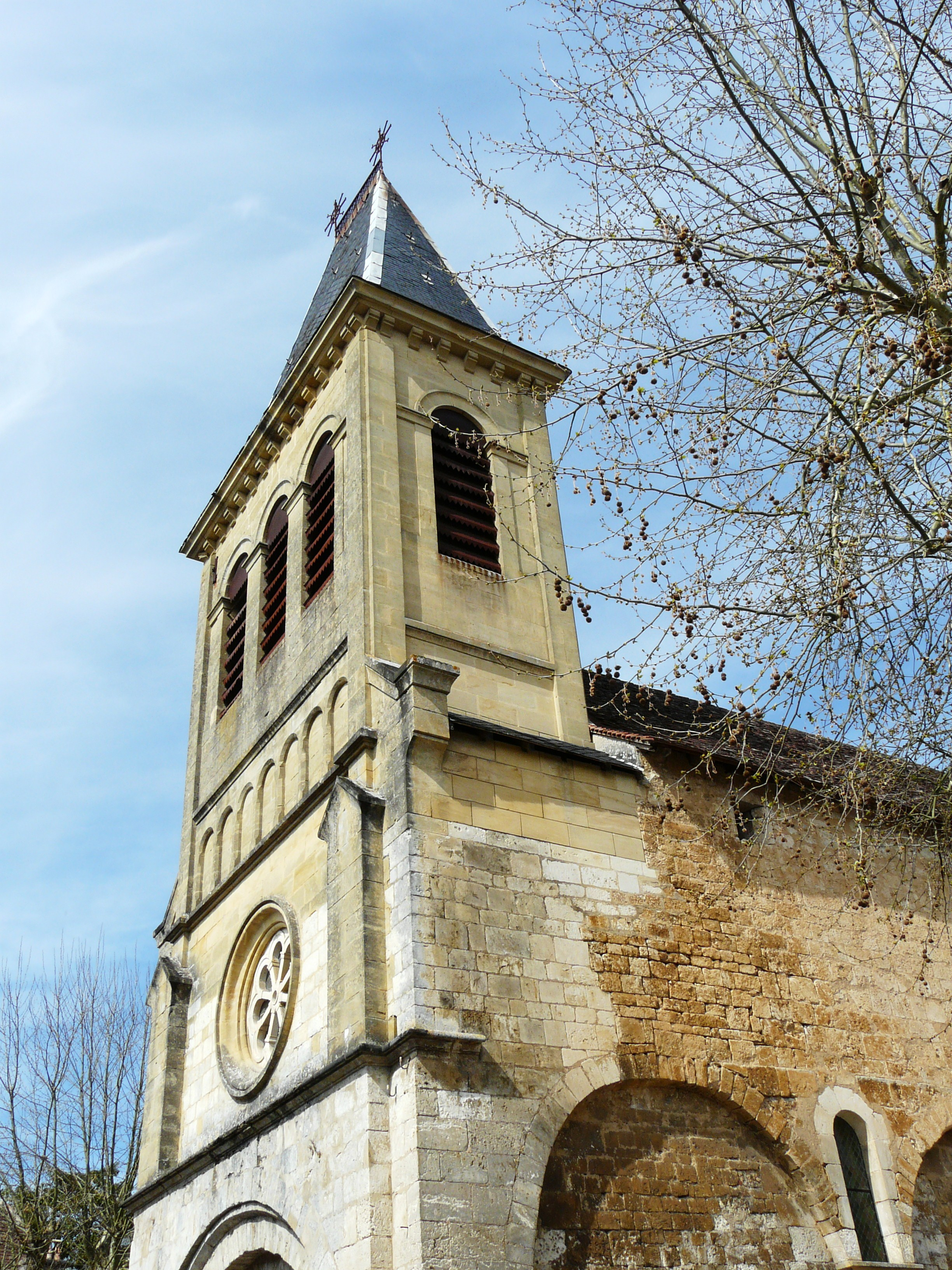
Церковь Успения Пресвятой Богородицы
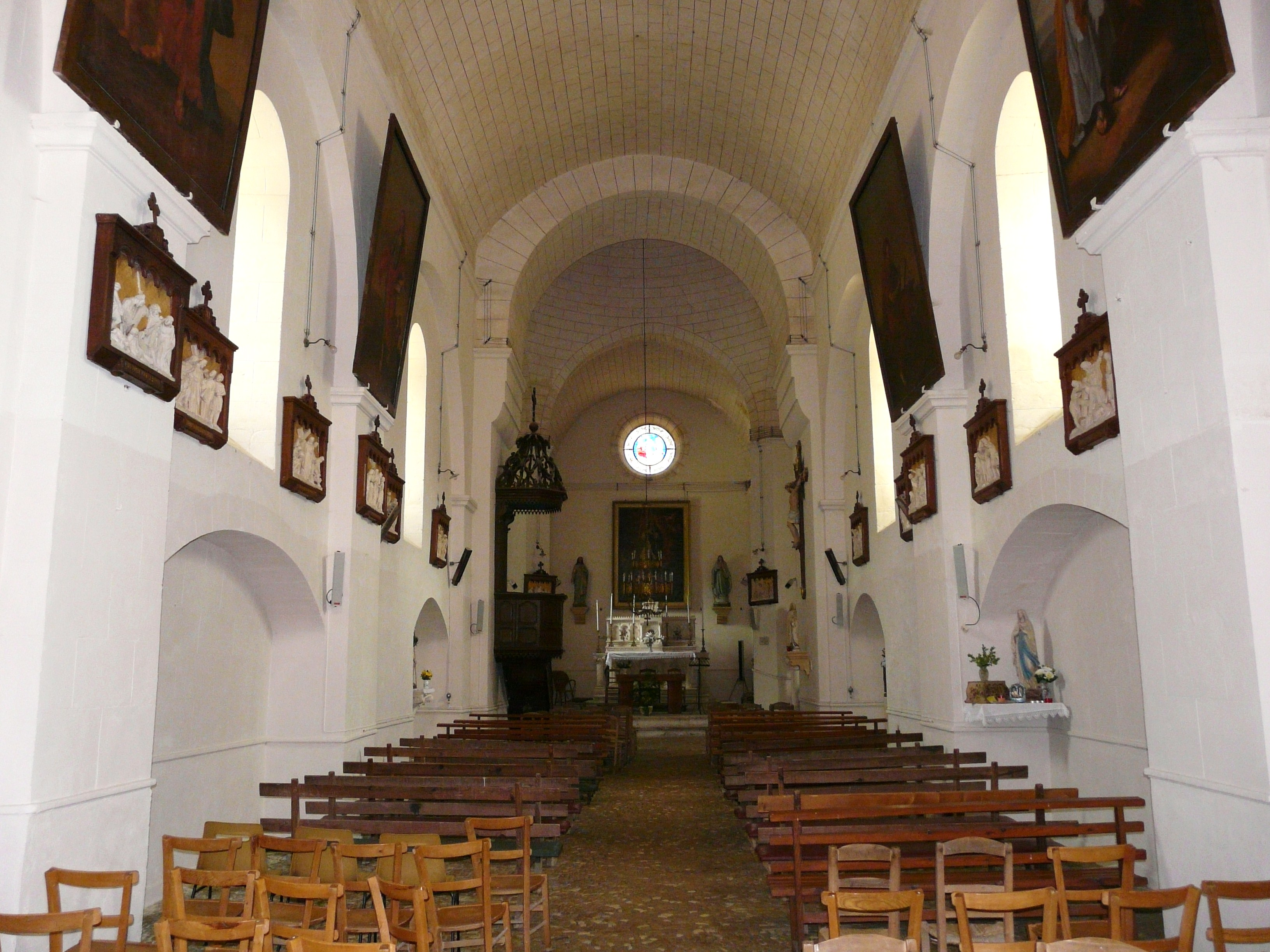
Интерьер церкви
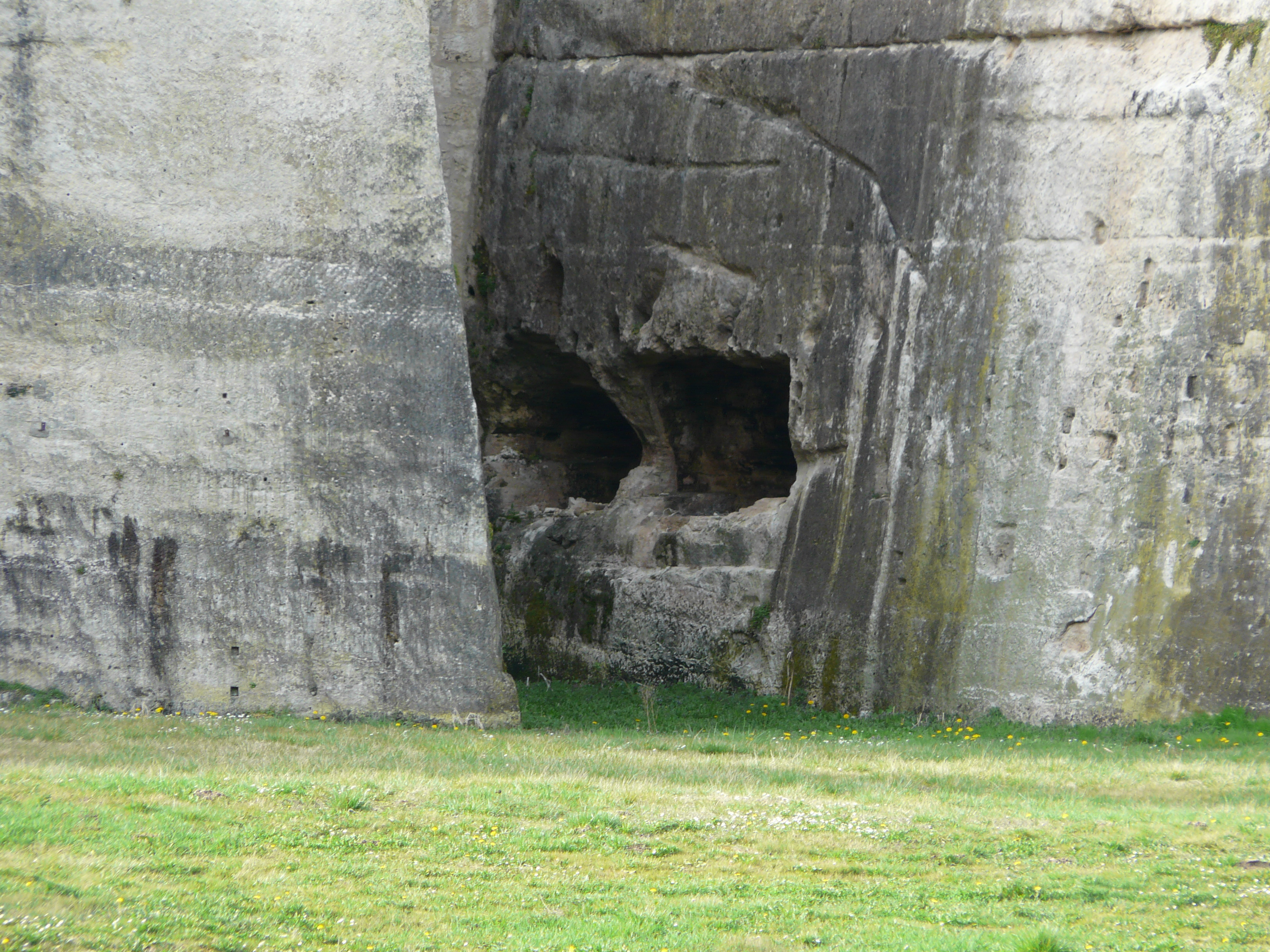
Пещеры около замка Монтастрюк
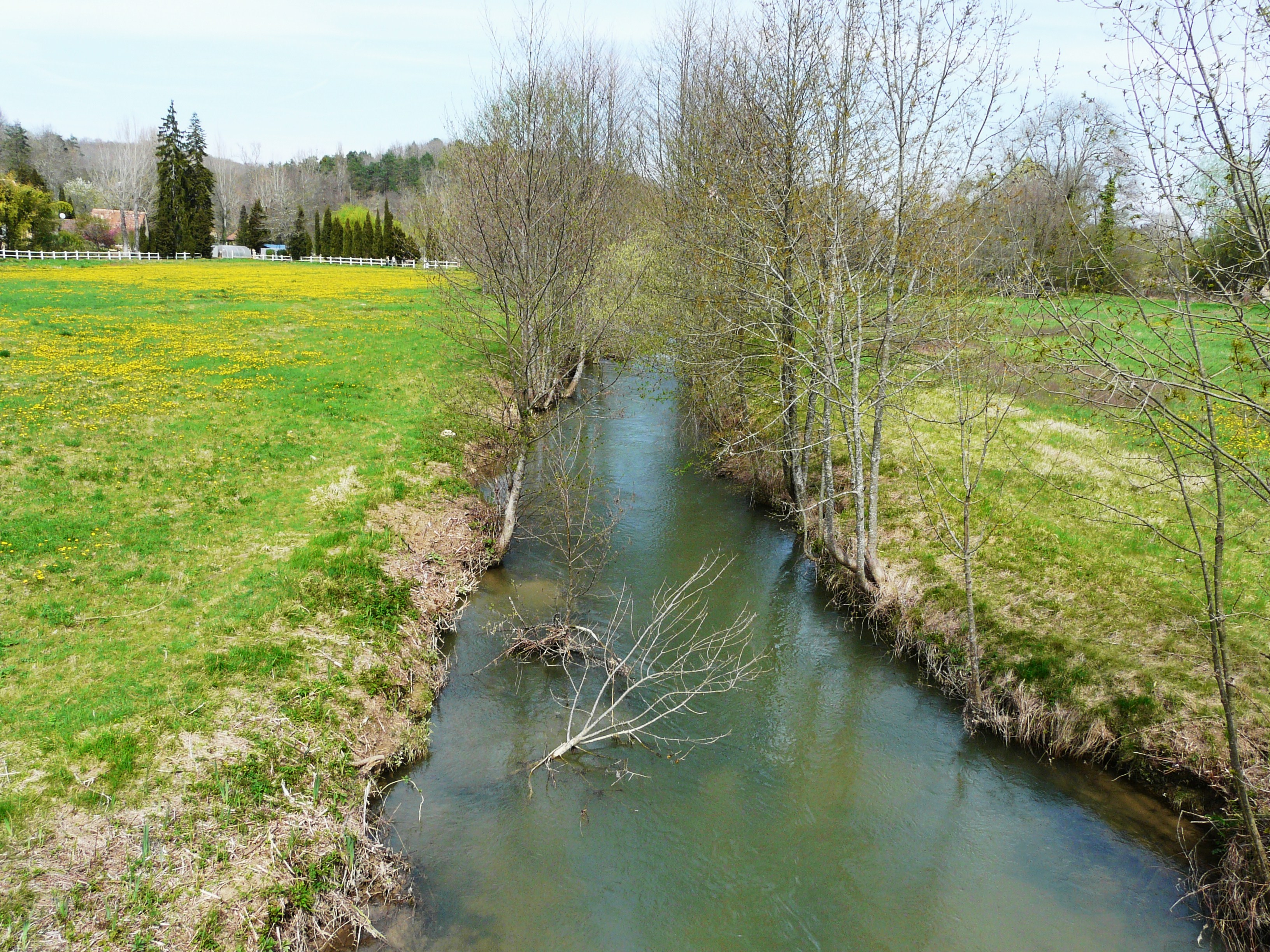
Река Кодо
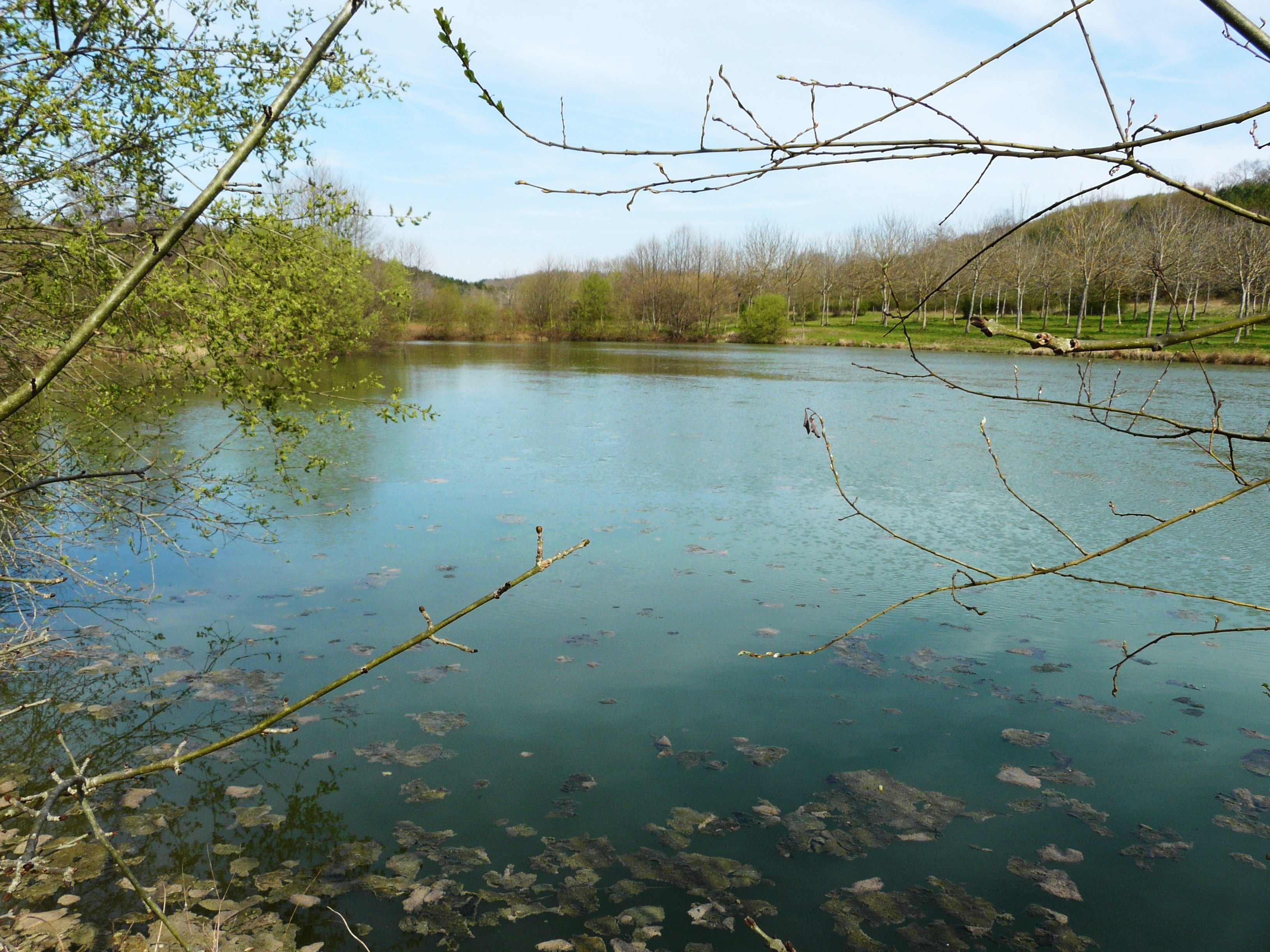
Озеро Пон-де-Пьер